# Trichocera arnaudi
Trichocera arnaudi är en tvåvingeart som beskrevs av H. Douglas Pratt 2003. Trichocera arnaudi ingår i släktet Trichocera och familjen vintermyggor. Inga underarter finns listade i Catalogue of Life.